# Arberg

Situation d'Arberg dans l'arrondissement d'Ansbach

Arberg est une commune (Markt) allemande, située en Bavière, dans l'arrondissement d'Ansbach et le district de Moyenne-Franconie.

## Géographie

### Situation
Arberg est située à 18 km au sud d'Ansbach, à la limite avec l'arrondissement de Weissenburg-Gunzenhausen. La commune est constituée de 12 localités dont les plus importantes sont les villages d'Arberg, Großlellenfeld, Kleinlellenfeld et Mörsach.

## Histoire
La première mention écrite d'Arberg date de 1229 dans un document émanant de l'évêché d'Eichstätt mais l'endroit a été peuplé bien avant. On a trouvé des traces de campements celtes dans le village de Großlellenberg. De même, Arberg se trouvait sur le tracé du limes romain dont des retes ont été fouillés en 1893.
En 1454, Arberg obtient le droit de tenir marché. Elle est réunie au royaume de Bavière en 1803 et elle est érigée en commune en 1818. Elle est alors intégrée dans l'arrondissement de Feuchtwangen jusqu'à la disparition de ce dernier.
Lors des réformes administratives des années 1970, la commune actuelle est formée par la réunion des communes de Mörsach et Kemmathen (arrondissement de Feuchtwangen) en 1971 ainsi que celles de Großlellenfeld et Kleinlellenfeld (arrondissement de Dinkelsbühl) en 1972 à l'ancienne commune d'Arberg.

## Politique et administration
La commune est dirigée par un bourgmestre et un conseil municipal de 14 membres.

## Démographie
| 1910 | 1933 | 1939 | 1950 | 1961 | 1970 |
| ---- | ---- | ---- | ---- | ---- | ---- |
| 765  | 802  | 752  | 892  | 903  | 963  |

| 1910  | 1933  | 1939  | 1946  | 1961 | 1970  | 1987  | 2003  | 2009  |
| ----- | ----- | ----- | ----- | ---- | ----- | ----- | ----- | ----- |
| 1 847 | 1 866 | 1 745 | 1 022 | 965  | 1 034 | 2 007 | 2 304 | 2 308 |

| 2015  | - | - | - | - | - | - | - | - |
| ----- | - | - | - | - | - | - | - | - |
| 2 278 | - | - | - | - | - | - | - | - |

## Sites et monuments

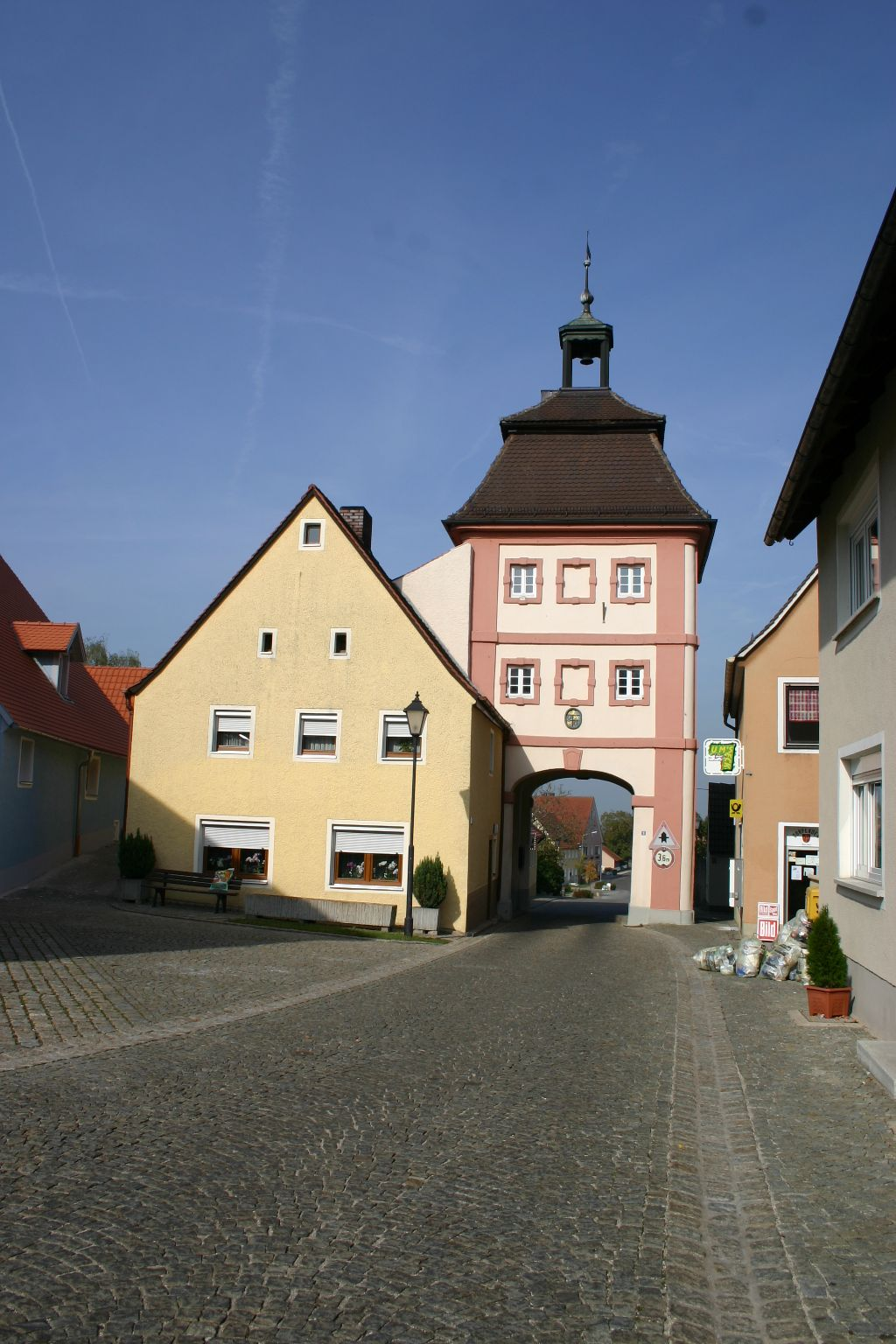
La maison de la Tour (Torhaus)

Arberg abrite des remparts, la maison de la Tour, la place du Marché et l'église Saint-Blaise, datant du XIIIe siècle et de l'époque baroque.
À Großlellenfeld se trouve l'église de l'Affliction de Marie, lieu de pèlerinage datant du XVe siècle, de style gothique tardif.